# 罗云 (1919年)
罗云（1919年5月—2009年8月9日），原名张云襄，曾用名张化一，河北深县人，中华人民共和国政治人物。
担任天津市委妇委书记，天津市妇联主任。1954年，当选第一届全国人民代表大会代表。后担任天津市手工业管理局局长、市电机工业局局长、市科委主任。2009年去世。